# Ganoderma bruggemanii
Ganoderma bruggemanii är en svampart som beskrevs av Steyaert 1972. Ganoderma bruggemanii ingår i släktet Ganoderma och familjen Ganodermataceae.   Inga underarter finns listade i Catalogue of Life.